# Automolis hewitti
Automolis hewitti är en fjärilsart som beskrevs av Antonius Johannes Theodorus Janse 1945. Automolis hewitti ingår i släktet Automolis och familjen björnspinnare. Inga underarter finns listade i Catalogue of Life.